# 야부엉
야부엉(ヨルノズク 요루노즈쿠[*], 영어: Noctowl)의 분류는 부엉이 포켓몬이다.
긴점박이올빼미의 모습을 한 포켓몬. 조금이라도 빛이 있으면 어둠 속에서도 무엇이든 분간할 수 있는 특수한 집광능력이 있는 뛰어난 눈을 가졌고, 비행시에 날개소리가 나지 않기 때문에 야간의 사냥에 실패하지 않는다. 생각할 때에는 머리를 회전시켜, 두뇌를 활성화시킨다. 어려운 일을 생각하고 있을 때에는 머리가 180도 돌아가기도 한다. 비상의 야부엉은 레벨 52.
부우부가 레벨 20에 야부엉으로 진화한다. 에스퍼 타입은 아니지만 「최면술」, 「사이코키네시스」등의 에스퍼 타입 기술을 많이 배울 수 있다. 새포켓몬으로서는 네이티오와 함께 특공이 높다는 특징이 있다. 스피드는 새포켓몬 치고는 낮은 편이다. 최면술만 있으면 포켓몬, 특히 한바이트, 디아루가, 펄기아 등의 잘 안 잡히는 포켓몬을 잡기 쉽다.
《포켓몬스터》156화에서 색상 변종의 별난 야부엉이 등장. 이 야부엉은 지우와 승부하여 지우의 포켓몬이 된다. 지우가 호연 지방으로 떠날 때, 오박사의 연구소에 맡겨졌다. 야부엉은 지우의 유일한 색상 변종 포켓몬이다.
《포켓몬스터》225화에는 늙은 야부엉이 등장한다.
극장판 《결정탑의 제왕 앤테이》에서는 오프닝의 배틀에서 린의 에이팜에게 승리한다.

## 부우부
부우부(ホーホー 호호[*], 영어: Hoothoot)의 분류는 부엉이포켓몬이다.
올빼미의 모습을 한 포켓몬. 야행성으로 전국의 삼림에 넓게 생식한다. 항상 한 다리로 서있어서 언뜻 보면 다리가 1개밖에 없는 것처럼 보인다. 이따금 재빠르게 다리를 교체하지만, 그 순간을 보는 것은 어렵다. 체내에 지구의 자전을 감지하는 기관이 있어, 그 어떤 때라도 정확한 리듬으로 고개를 갸웃거린다. 그 때문에 시계 대신 가지고 다니는 트레이너도 있다.
야행성이기 때문에 시간의 구별이 있는 《포켓몬스터 금·은》과 《포켓몬스터DP 디아루가·펄기아》에서는 밤에만 출현한다. 레벨 20에 야부엉으로 진화한다.
《포켓몬스터》123화에서 환각의 숲의 환각을 막기 위해 부우부가 사용되었다.
《포켓몬스터》133화에서 도라지시티 체육관장 비상이 첫 번째로 사용한 포켓몬이다.
단편영화 《피카츄 탐험대》에 게임판보다 앞서 등장했다.
극장판 《세레비 시간을 초월한 만남》에서는 야생 부우부가 많이 등장한다.
《포켓몬스터》에 처음으로 등장한 2세대 포켓몬이다.